# Verjon
Verjon ist eine französische Gemeinde im Département Ain in der Region Auvergne-Rhône-Alpes. Sie gehört zum Kanton Saint-Étienne-du-Bois im Arrondissement Bourg-en-Bresse.

## Lage
Die Gemeinde Verjon liegt am äußersten Westrand des Jura an der Quelle des Flusses Solnan zwischen der Bresse im Osten und dem Revermont im Südosten, 20 Kilometer nordnordöstlich von Bourg-en-Bresse. Verjon grenzt an die drei Gemeinden Salavre, Courmangoux und Villemotier.

## Bevölkerungsentwicklung
| Jahr                       | 1962 | 1968 | 1975 | 1982 | 1990 | 1999 | 2006 | 2013 | 2021 |
| -------------------------- | ---- | ---- | ---- | ---- | ---- | ---- | ---- | ---- | ---- |
| Einwohner                  | 237  | 205  | 187  | 209  | 235  | 192  | 237  | 259  | 339  |
| Quellen: Cassini und INSEE |      |      |      |      |      |      |      |      |      |

## Sehenswürdigkeiten
- Kirche Saint-Hippolyte (Monument historique)

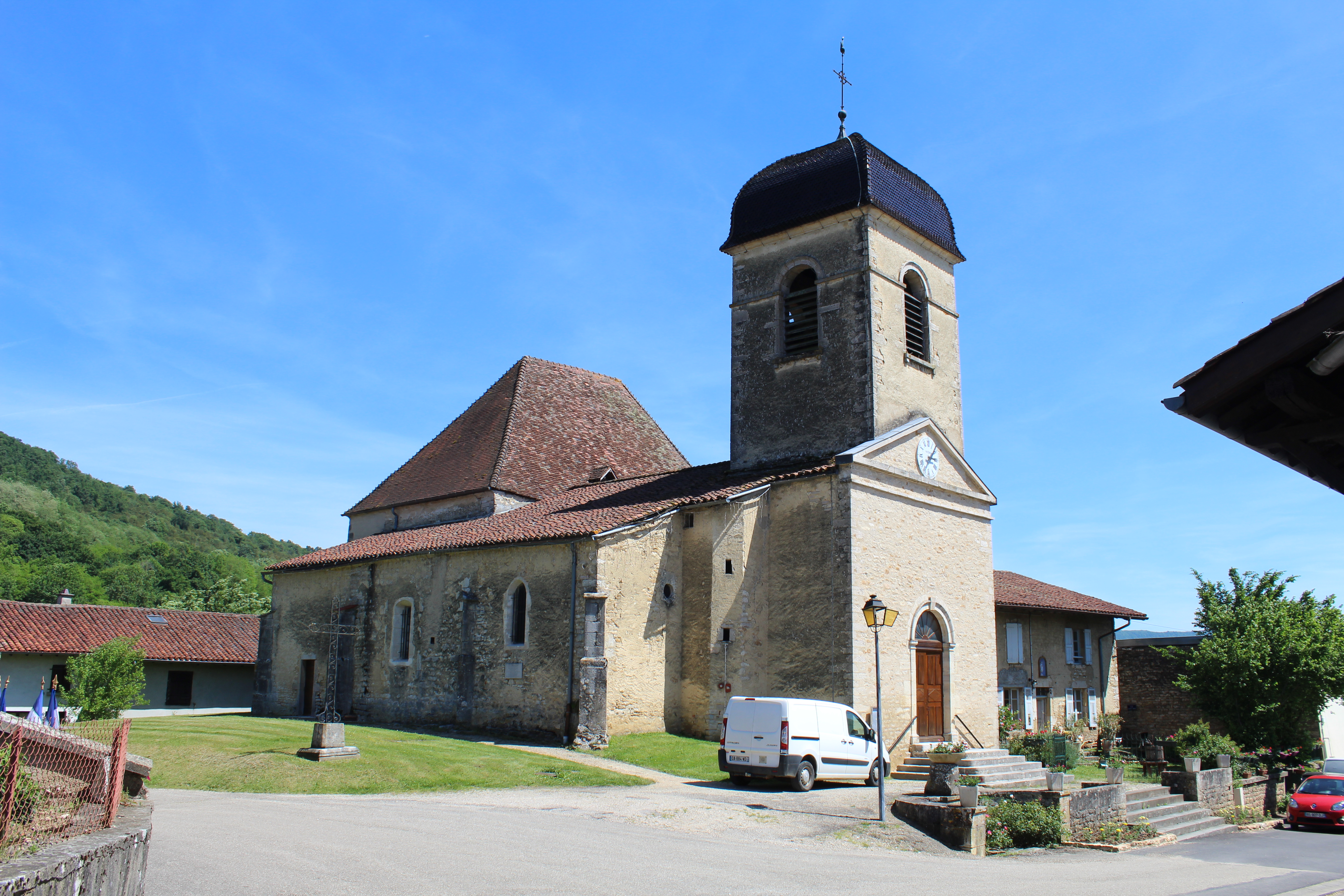
Kirche Saint-Hippolyte
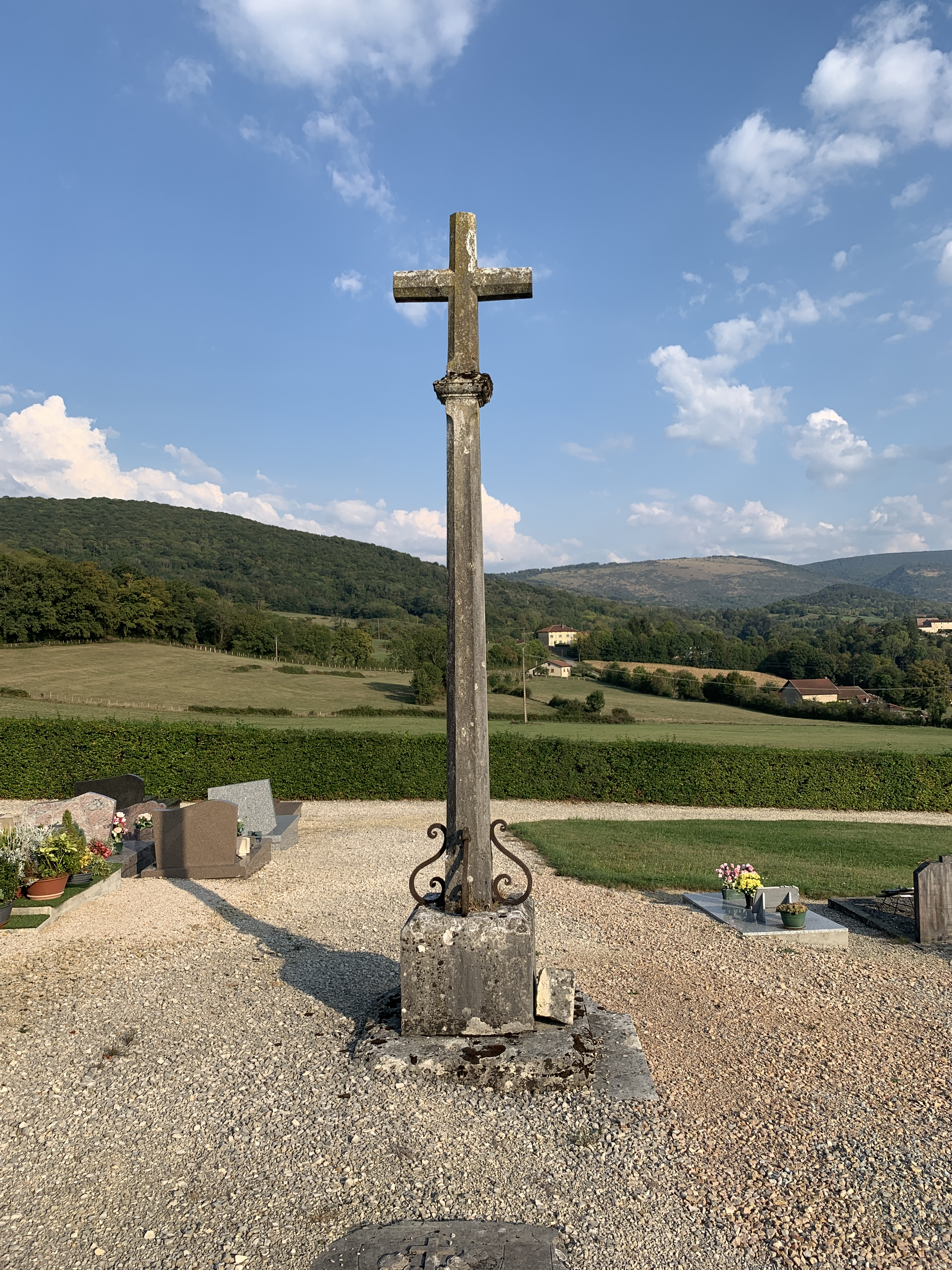
Friedhofskreuz
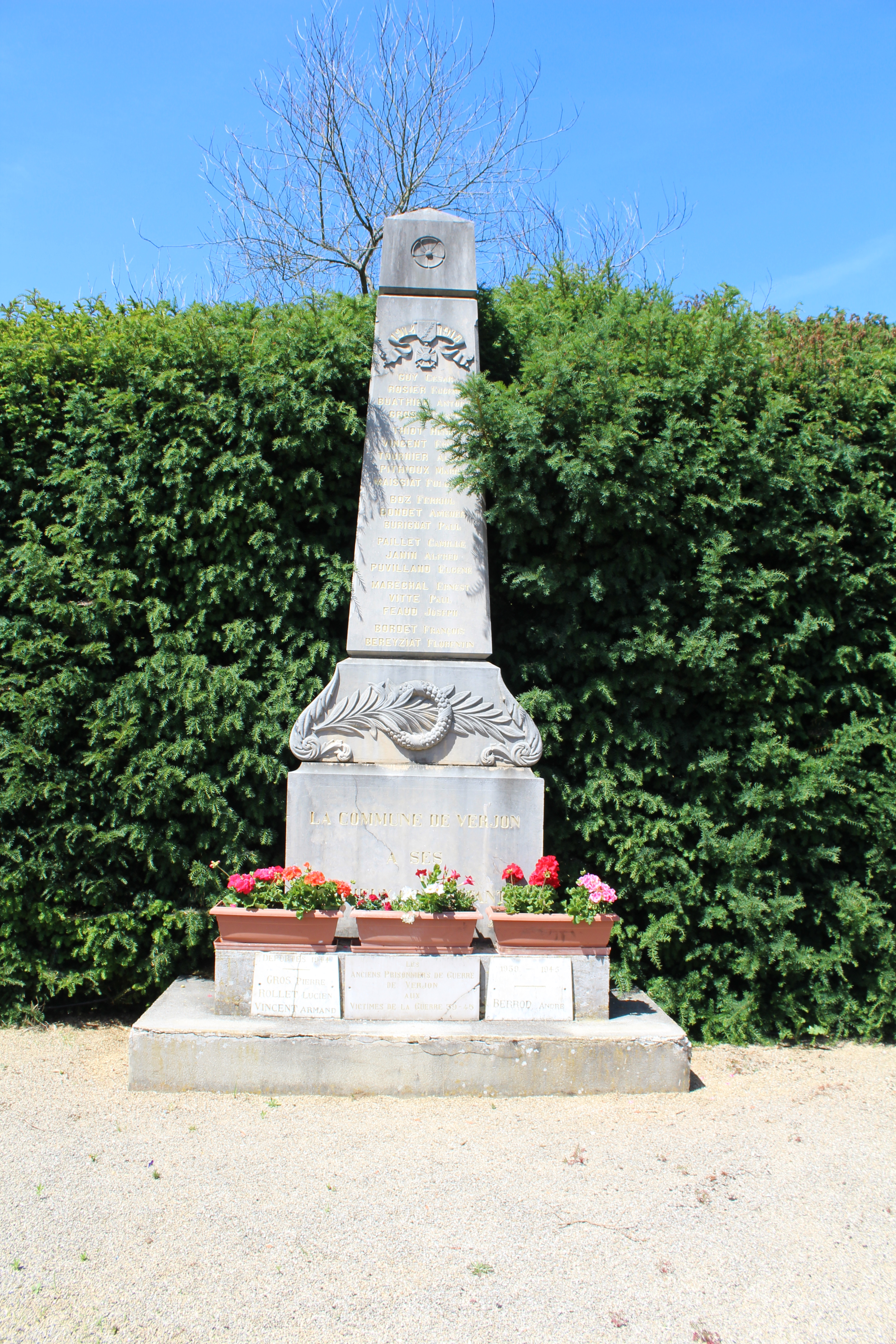
Gefallenendenkmal